# Unna
Unna (pronunciación en alemán: /ˈʊna/ⓘ) es una ciudad de alrededor de 67.000 personas en Renania del Norte-Westfalia, Alemania, la sede del distrito de Unna.

## Geografía
Unna se encuentra en una antigua ruta de comercio de la sal, el camino Hellweg. Comercio en esta ruta y durante el período de la Ruta del Hansa Comercio llegaron desde lugares tan lejanos como Londres. Se encuentra en el extremo oriental de la Cuenca del Ruhr, a unos 15 km y 8 km al este del centro de Dortmund.

## División en barrios
- Unna (centro ciudad)
- Massen
- Königsborn
- Uelzen
- Mühlhausen
- Lünern
- Stockum
- Westhemmerde
- Billmerich
- Hemmerde
- Afferde
- Siddinghausen
- Kessebüren

## Ciudades hermanadas
- Waalwijk, Países Bajos
- Palaiseau, Francia
- Döbeln, Alemania
- Ajka, Hungría
- Pisa, Italia
- Kirklees, Reino Unido